# Linia kolejowa nr 225
Linia kolejowa nr 225 – pierwszorzędna, jednotorowa, niezelektryfikowana linia kolejowa łącząca stację Nidzica ze stacją Wielbark.
Linia ta od km 0,760 do km 41,795 od 1999 roku jest wyłączona z eksploatacji.